# Landtagswahlkreis Steinfurt III
Der Landtagswahlkreis Steinfurt III ist ein Landtagswahlkreis in Nordrhein-Westfalen. Sein Gebiet der Gemeinden Hopsten, Ibbenbüren, Lengerich, Lienen, Lotte, Mettingen, Recke, Tecklenburg und Westerkappeln im Kreis Steinfurt entspricht bis auf Ladbergen und (seit 2000) Hörstel dem des Tecklenburger Landes beziehungsweise des alten Kreises Tecklenburg.

## Landtagswahl 2022
Bei der Landtagswahl am 15. Mai 2022 gab es im Wahlkreis 82 Steinfurt III keine Einzelbewerber. Das Direktmandat gewann Karl-Josef Laumann, CDU. Er löste damit den SPD-Politiker Frank Sundermann ab.
| Direktkandidat     | Partei | Erststimmen in % | Zweitstimmen in % |
| ------------------ | ------ | ---------------- | ----------------- |
| Frank Sundermann   | SPD    | 32,0             | 30,1              |
| Karl-Josef Laumann | CDU    | 43,9             | 38,5              |
| Silke Wellmeier    | GRÜNE  | 13,1             | 16,4              |
| Dennis Nieporte    | FDP    | 3,7              | 4,7               |
| Jennifer Kölker    | LINKE  | 2,4              | 1,9               |
| Mike Woltering     | AfD    | 4,4              | 4,4               |
| –                  | Übrige | 0,7              | 3,8               |

## Landtagswahl 2017
Wahlberechtigt waren 113.415 Einwohner.
| Direktkandidat   | Partei  | Erststimmen in % | Zweitstimmen in % |
| ---------------- | ------- | ---------------- | ----------------- |
| Frank Sundermann | SPD     | 40,7             | 37,8              |
| Felix Holling    | CDU     | 39,7             | 35,9              |
| Dennis Schmitter | GRÜNE   | 5,1              | 6,0               |
| Wiebke Reerink   | FDP     | 6,0              | 9,4               |
| Oleg Parafinuk   | Piraten | 0,9              | 0,6               |
| Ernst Goldbeck   | LINKE   | 4,1              | 3,5               |
| Christoph Recker | AfD     | 3,6              | 4,6               |
| –                | Übrige  | -                | 2,2               |

Der Wahlkreis wird durch den direkt gewählten Wahlkreisabgeordneten Frank Sundermann (SPD), der dem Parlament seit 2010 angehört, im Landtag vertreten.

## Landtagswahl 2012
Wahlberechtigt waren 113.292 Einwohner.
| Direktkandidat      | Partei  | Erststimmen in % | Zweitstimmen in % |
| ------------------- | ------- | ---------------- | ----------------- |
| Wilfried Grunendahl | CDU     | 34,9             | 30,6              |
| Frank Sundermann    | SPD     | 46,8             | 43,0              |
| Ferdinand Blanke    | GRÜNE   | 7,0              | 9,4               |
| Carsten Antrup      | FDP     | 3,6              | 6,5               |
| Ernst Goldbeck      | LINKE   | 1,8              | 1,7               |
| Florian Wagner      | Piraten | 5,9              | 6,3               |
| –                   | Übrige  | –                | 2,5               |

## Landtagswahl 2010
Wahlberechtigt waren 113.435 Einwohner.
| Direktkandidat      | Partei | Erststimmen in % | Zweitstimmen in % |
| ------------------- | ------ | ---------------- | ----------------- |
| Wilfried Grunendahl | CDU    | 39,2             | 36,1              |
| Frank Sundermann    | SPD    | 44,7             | 40,7              |
| Marlene Klatt       | GRÜNE  | 7,8              | 9,9               |
| Lars Menebröcker    | FDP    | 4,1              | 5,7               |
| Ernst Goldbeck      | LINKE  | 4,2              | 4,2               |
| –                   | Übrige | –                | 3,4               |

## Landtagswahl 2005
Wahlberechtigt waren 111.214 Einwohner.
| Direktkandidat       | Partei         | Stimmen in % |
| -------------------- | -------------- | ------------ |
| Stefan Streit        | SPD            | 42,2         |
| Wilfried Grunendahl  | CDU            | 44,4         |
| Patrick Horstmann    | FDP            | 5,1          |
| Annegret Engelhardt  | GRÜNE          | 4,4          |
| Dietmar Schulz       | REP            | 0,3          |
| Norbert Fluchtmann   | PDS            | 0,6          |
| Wolfgang Giebelmeyer | PBC            | 0,1          |
| Matthias Pohl        | NPD            | 0,8          |
| Ulrich-Franz Weps    | GRAUE          | 0,5          |
| Dietrich Siekmeier   | WASG           | 1,0          |
| Antonius Boß         | Einzelbewerber | 0,4          |

## Frühere Wahlkreisgewinner
| Wahl | Wahlkreisname    | Wahlkreissieger     | Partei |
| ---- | ---------------- | ------------------- | ------ |
| 2017 | 83 Steinfurt III | Frank Sundermann    | SPD    |
| 2012 | 83 Steinfurt III | Frank Sundermann    | SPD    |
| 2010 | 83 Steinfurt III | Frank Sundermann    | SPD    |
| 2005 | 83 Steinfurt III | Wilfried Grunendahl | CDU    |
| 2000 | 97 Steinfurt III | Gunther Sieg        | SPD    |
| 1995 | 97 Steinfurt III | Gunther Sieg        | SPD    |
| 1990 | 97 Steinfurt III | Gunther Sieg        | SPD    |
| 1985 | 97 Steinfurt III | Gunther Sieg        | SPD    |
| 1980 | 97 Steinfurt III | Gunther Sieg        | SPD    |
| 1975 | 85 Tecklenburg   | Karl Grüter         | CDU    |
| 1970 | 85 Tecklenburg   | Karl Grüter         | CDU    |
| 1966 | 85 Tecklenburg   | Hans Erich Stier    | CDU    |
| 1962 | 82 Tecklenburg   | Hans Erich Stier    | CDU    |
| 1958 | 82 Tecklenburg   | Hans Erich Stier    | CDU    |
| 1954 | 82 Tecklenburg   | Hans Erich Stier    | CDU    |
| 1950 | 82 Tecklenburg   | Hans Erich Stier    | CDU    |
| 1947 | 82 Tecklenburg   | August Wiesmann     | SPD    |